# Árpád Hajós
Árpád Hajós (Budapest, 25 marzo 1902 – Massa, 23 gennaio 1971) è stato un calciatore e allenatore di calcio ungherese.

## Carriera

### Giocatore
Ha giocato con il Törekves, Maccabi Brno, Reggiana, Bologna e Milan.

### Allenatore
Ha allenato la Lucchese in Serie A nelle prime giornate del campionato 1947-1948; in Serie B ha allenato la U.S. Pistoiese 1921, la Sampierdarenese, il Modena e il Palermo.

## Palmarès

### Allenatore

#### Competizioni nazionali
- Prima Divisione: 1

Sampierdarenese: 1931-1932
- Serie C: 2

Savona: 1939-1940
Arezzo: 1947-1948